# Площа Перемоги (Миколаїв)
Пло́ща Перемо́ги — площа в Інгульскому районі міста Миколаєва. Утворена перетином вулиці Космонавтів і проспекту Миру.

## Розташування
Площа утворена перетином вулиці Космонавтів і проспекту Миру. Протяжність площі з півдня північ становить 0,107 кілометра, із заходу на схід — 0,101 кілометра.
Відстань до головного залізничного вокзалу міста близько 0,5 кілометра. 

## Історія
Площа відкрита 6 травня 1985 року — у дні святкування 40-ї річниці перемоги над Німеччиною у Другій світовій війні. 
На стелі з неіржавної сталі зображено орден «Перемога» та висічено цифри «1945—1985 роки», яку вінчає металева куля. Автор проєкту — начальник мистецької лабораторії Б. Т. Криворучко. 
У зведенні пам'ятника брали участь бригада слюсарів О. М. Шварца, будівельники МСУ-407, МСУ-28, ШРБУ-8, БМУ-2 тресту «Суднопромбуд», а також учні СПТУ № 11 та середньої школи № 50.
8 жовтня 2024 року згідно закону «Про засудження комуністичного та націонал-соціалістичного тоталітарних режимів та заборону використання їх символіки» зі стели демонтовано елемент у вигляді зірки, на якій зображено Кремль і мавзолей Леніна.